# بری مک‌گوایر
بری مک‌گوایر (انگلیسی: Barry McGuire؛ زادهٔ ۱۵ اکتبر ۱۹۳۵) یک موسیقی‌دان اهل ایالات متحده آمریکا است.